# USAC National Championship 1963
USAC National Championship 1963 var ett race som över tolv omgångar. A.J. Foyt tog sin tredje titel i mästerskapet på bara fyra år, medan Parnelli Jones vann samma års Indianapolis 500.

## Slutresultat
| Datum        | Bana             | Vinnare        |
| ------------ | ---------------- | -------------- |
| 21 april     | Trenton          | A.J. Foyt      |
| 30 maj       | Indianapolis 500 | Parnelli Jones |
| 9 juni       | Milwaukee        | Rodger Ward    |
| 23 juni      | Langhorne        | A.J. Foyt      |
| 28 juli      | Trenton          | A.J. Foyt      |
| 17 augusti   | Springfield      | Rodger Ward    |
| 18 augusti   | Milwaukee        | Jim Clark      |
| 2 september  | DuQuoin          | A.J. Foyt      |
| 14 september | Indiana          | Rodger Ward    |
| 22 september | Trenton          | A.J. Foyt      |
| 27 oktober   | Sacramento       | Rodger Ward    |
| 17 november  | Arizona          | Rodger Ward    |

| Plats | Förare            | Poäng |
| ----- | ----------------- | ----- |
| 1     | A.J. Foyt         | 2950  |
| 2     | Rodger Ward       | 2210  |
| 3     | Jim McElreath     | 1655  |
| 4     | Parnelli Jones    | 1540  |
| 5     | Don Branson       | 1352  |
| 6     | Jim Clark         | 1200  |
| 7     | Chuck Hulse       | 1020  |
| 8     | Roger McKluskey   | 750   |
| 9     | Jim Hurtubise     | 660   |
| 10    | Johnny Rutherford | 640   |
| 11    | Troy Ruttman      | 580   |
| 12    | Dan Gurney        | 580   |